# Herrarnas dubbelsculler i rodd vid olympiska sommarspelen 2008
Herrarnas dubbelsculler i rodd vid olympiska sommarspelen 2008 avgjordes mellan den 9 och 16 augusti 2008.

## Medaljörer
| Gren          | Guld                                   | Silver                                | Brons                                     |
| Dubbelsculler | David Crawshay och Scott Brennan (AUS) | Tõnu Endrekson och Jüri Jaanson (EST) | Matthew Wells och Stephen Rowbotham (GBR) |

## Resultat

### Heat

#### Heat 1
| Placering | Idrottare                               | Land        | Tid     | Noteringar |
| --------- | --------------------------------------- | ----------- | ------- | ---------- |
| 1         | Rob Waddell, Nathan Cohen               | Nya Zeeland | 6:24,32 | SA/B       |
| 2         | Dzianis Mihal, Stanislaŭ Sjtjarbatjenja | Belarus     | 6:27,18 | SA/B       |
| 3         | Clemens Wenzel, Karsten Brodowski       | Tyskland    | 6:29,60 | SA/B       |
| 4         | Bart Poelvoorde, Christophe Raes        | Belgien     | 6:31,84 | R          |
| 5         | Wes Piermarini, Elliot Hovey            | USA         | 6:39,37 | R          |

#### Heat 2
| Placering | Idrottare                          | Land           | Tid     | Noteringar |
| --------- | ---------------------------------- | -------------- | ------- | ---------- |
| 1         | Matthew Wells, Stephen Rowbotham   | Storbritannien | 6:26,33 | SA/B       |
| 2         | Ante Kušurin, Mario Vekić          | Kroatien       | 6:27,38 | SA/B       |
| 3         | Tõnu Endrekson, Jüri Jaanson       | Estland        | 6:27,95 | SA/B       |
| 4         | Alexander Kornilov, Aleksej Svirin | Ryssland       | 6:44,46 | R          |
| 5         | Haidar Nozad, Hussein Jebur        | Irak           | 7:00:46 | R          |

#### Heat 3
| Placering | Idrottare                           | Land       | Tid      | Noteringar |          |
| --------- | ----------------------------------- | ---------- | -------- | ---------- | -------- |
| 1         | David Crawshay, Scott Brennan       | Australien | 6:21,39  | SA/B       |          |
| 2         | Jean-Baptiste Macquet, Adrien Hardy | Frankrike  | 6:21,92  | SA/B       |          |
| 3         | Luka Špik, Iztok Čop                | Slovenien  | 6:39,49  | SA/B       |          |
| 4         | Martin Janakiev, Ivo Janakiev       | Bulgarien  | 6:45,03  | R          |          |
| 5         | Su Hui, Zhang Liang                 | Kina       | excluded | excluded   | excluded |

### Återkval
| Placering | Idrottare                          | Land      | Tid     | Noteringar |
| --------- | ---------------------------------- | --------- | ------- | ---------- |
| 1         | Alexander Kornilov, Aleksej Svirin | Ryssland  | 6:23,52 | SA/B       |
| 2         | Bart Poelvoorde, Christophe Raes   | Belgien   | 6:24,01 | SA/B       |
| 3         | Martin Janakiev, Ivo Janakiev      | Bulgarien | 6:24,70 | SA/B       |
| 4         | Wes Piermarini, Elliot Hovey       | USA       | 6:26,05 | FC         |
| 5         | Haidar Nozad, Hussein Jebur        | Irak      | 6:52,71 | FC         |

### Semifinaler A/B

#### Semifinal A/B 1
| Placering | Idrottare                         | Land        | Tid     | Noteringar |
| --------- | --------------------------------- | ----------- | ------- | ---------- |
| 1         | David Crawshay, Scott Brennan     | Australien  | 6:21,50 | FA         |
| 2         | Luka Špik, Iztok Čop              | Slovenien   | 6:23,81 | FA         |
| 3         | Rob Waddell, Nathan Cohen         | Nya Zeeland | 6:24,16 | FA         |
| 4         | Ante Kušurin, Mario Vekić         | Kroatien    | 6:24,89 | FB         |
| 5         | Bart Poelvoorde, Christophe Raes  | Belgien     | 6:26,91 | FB         |
| 6         | Clemens Wenzel, Karsten Brodowski | Tyskland    | 6:28,46 | FB         |

#### Semifinal A/B 2
| Placering | Idrottare                               | Land           | Tid     | Noteringar |
| --------- | --------------------------------------- | -------------- | ------- | ---------- |
| 1         | Jean-Baptiste Macquet, Adrien Hardy     | Frankrike      | 6:18,86 | FA         |
| 2         | Tõnu Endrekson, Jüri Jaanson            | Estland        | 6:21,11 | FA         |
| 3         | Matthew Wells, Stephen Rowbotham        | Storbritannien | 6:21,15 | FA         |
| 4         | Martin Janakiev, Ivo Janakiev           | Bulgarien      | 6:26,62 | FB         |
| 5         | Alexander Kornilov, Aleksej Svirin      | Ryssland       | 6:27,75 | FB         |
| 6         | Dzianis Mihal, Stanislaŭ Sjtjarbatjenja | Belarus        | 6:32,76 | FB         |

### Finaler

#### Final C
| Placering | Idrottare                    | Land | Tid     | Noteringar |
| --------- | ---------------------------- | ---- | ------- | ---------- |
| 1         | Wes Piermarini, Elliot Hovey | USA  | 6:33,15 |            |
| 2         | Haidar Nozad, Hussein Jebur  | Irak | 6:52,02 |            |

#### Final B
| Placering | Idrottare                               | Land      | Tid     | Noteringar |
| --------- | --------------------------------------- | --------- | ------- | ---------- |
| 1         | Dzianis Mihal, Stanislaŭ Sjtjarbatjenja | Belarus   | 6:34,39 |            |
| 2         | Bart Poelvoorde, Christophe Raes        | Belgien   | 6:35,55 |            |
| 3         | Clemens Wenzel, Karsten Brodowski       | Tyskland  | 6:37,97 |            |
| 4         | Martin Janakiev, Ivo Janakiev           | Bulgarien | 6:45,91 |            |
| 5         | Alexander Kornilov, Aleksej Svirin      | Ryssland  | 6:49,84 |            |
|           | Ante Kušurin, Mario Vekić               | Kroatien  | DNS     |            |

#### Final A
| Placering | Idrottare                           | Land           | Tid     | Noteringar |
| --------- | ----------------------------------- | -------------- | ------- | ---------- |
|           | David Crawshay, Scott Brennan       | Australien     | 6:27,77 |            |
|           | Tõnu Endrekson, Jüri Jaanson        | Estland        | 6:29,05 |            |
|           | Matthew Wells, Stephen Rowbotham    | Storbritannien | 6:29,10 |            |
| 4         | Rob Waddell, Nathan Cohen           | Nya Zeeland    | 6:30,79 |            |
| 5         | Jean-Baptiste Macquet, Adrien Hardy | Frankrike      | 6:33,36 |            |
| 6         | Luka Špik, Iztok Čop                | Slovenien      | 6:33,96 |            |